# Sperrluft
Sperrluft ist eine Möglichkeit, einen Hohlraum mit Hilfe eines Luft- oder Gasüberdrucks abzudichten und gehört zu den berührungsfreien Dichtungsarten. Die wesentlichen Vorteile dieser Dichtungsart sind die reibungs- und verschleißlose Anwendung. Zu den Nachteilen gehören hohe Energiekosten, benötigte Zuleitungen und ein hoher Geräuschpegel.

## Anwendung
- im Maschinenbau, wo sehr empfindliche Bauteile auf diese Art gegen Staub, Schmutz und verschiedene Fluide geschützt werden.
- bei offenen Gebäudeeingängen, um Wärmeverluste zu minimieren.
- Abdichten von Rauchgasklappen[1]